# SEAT León
El SEAT León es un automóvil de turismo del segmento C producido por el fabricante español SEAT desde el año 1999. Su nombre le viene dado por la ciudad española de León. Abarca cuatro generaciones, que comparten plataforma con otros modelos del Grupo Volkswagen.
El León es un vehículo de cinco plazas con motor delantero transversal y tracción delantera, disponible con carrocería hatchback de cinco puertas y a partir de la 3.ª generación también carrocería familiar denominado ST. Algunos de sus rivales son el Citroën C4, el Ford Focus, el Honda Civic, el Peugeot 308, el Renault Mégane, el Toyota Auris, el Kia Cee'd y el Hyundai i30.

## Generaciones

### SEAT León I (1999-2006)
La primera generación del León, se empezaría a comercializar en 1999, era la variante con carrocería compacta hatchback de 5 puertas, es decir la versión corta basado en el reciente Toledo II, que se había empezado a comercializar un poco antes de acabar el año 1998. Pues ambos están desarrollados bajo la plataforma A4 (PQ34). En 2003 le llegaría una pequeña actualización que afectaría a pequeños detalles como unos retrovisores en forma de gota. 

### SEAT León II (2006-2012)
La segunda generación del León se presentó en el Salón del Automóvil de Ginebra de 2005, en formato prototipo, unos meses después empezaría su comercialización, el modelo esta desarrollado bajo la plataforma "A5" (PQ35), su diseño estaba inspirado en el prototipo SEAT Salsa, añadiendo al modelo un poco de personalidad propia, pues tenía una líneas más marcadas y deportivas, solo estaba disponible con carrocería de 5 puertas, aunque esta vez las manetas traseras estaban ocultas en las ventanillas laterales traseras debido a las nuevas modas. En 2009 le llegaría una actualización: un pequeño rediseño.

### SEAT León III (2012-2020)
La tercera generación del león, se puso a la venta a finales de 2012, esta desarrollado bajo la plataforma "MQB", esta vez el modelo está disponible con 3 tipos de carrocería, el habitual de 5 puertas, y las nuevas versiones de 3 puertas denominada SportCoupé o León SC y la familiar de 5 puertas denominada Sportstourer o León ST, además esta última cuenta con una versión off road denominada León Xperience. En 2017 le llegaría una actualización con un rediseño.

### SEAT León IV (2020-)
La cuarta generación del León, que se presentó oficialmente a los medios en Barcelona el 28 de enero de 2020, está desarrollada bajo la plataforma MQB-Evo. Por el momento el modelo ofrecerá dos carrocerías: la versión 5 puertas (hatchback) que será la que primero se comercializará y meses después llegará la versión familiar denominada Sportstourer. Es la primera vez que el modelo cuenta con más tipos de motorizaciones, tanto de gasolina, diésel, GNC, mild hybrid y PHEV.

## Ventas
| Modelo    | 1999  | 2000   | 2001   | 2002   | 2003   | 2004   | 2005   | 2006    | 2007    | 2008   | 2009   | 2010   | 2011   | 2012   | 2013    |
| --------- | ----- | ------ | ------ | ------ | ------ | ------ | ------ | ------- | ------- | ------ | ------ | ------ | ------ | ------ | ------- |
| SEAT León | 6,080 | 93,123 | 91,939 | 93,606 | 96,536 | 90,850 | 98,130 | 126,511 | 120,630 | 96,761 | 66,368 | 79,462 | 80.736 | 71.295 | 114.518 |

| Modelo    | 2014    | 2015    | 2016    | 2017    | 2018    | 2019    | 2020    |
| --------- | ------- | ------- | ------- | ------- | ------- | ------- | ------- |
| SEAT León | 154.100 | 160,900 | 163,228 | 163,306 | 159,486 | 153,837 | 124,323 |